# گروه پیج
گروه پیج (انگلیسی: PageGroup) شرکت مدیریت منابع انسانی بریتانیایی است، که در سال ۱۹۷۶ تأسیس شد.